# I Am (film)
Pour les articles homonymes, voir I Am.
Pour plus de détails, voir Fiche technique et Distribution.
I Am est un film indo-japonais réalisé par Onir en 2010 et sorti en salles en Inde le 29 avril 2011.
Le film rassemble quatre courts métrages : Omar, Afia, Abhimanyu et Megha, présentant les histoires de quatre personnages aux vies tourmentées, qui abordent des sujets de société : l'homosexualité en Inde, le don de sperme, les abus sexuels sur les enfants, et les questions de religions en Inde. Le film, présenté dans plusieurs festivals à partir de septembre 2010, a remporté plusieurs prix.

## Synopsis
Le film regroupe quatre courts métrages qui peuvent être regardés séparément ou comme un tout.
- I Am Abhimanyu relate l'histoire d'Abhimanyu (joué par Sanjay Suri), un réalisateur à succès hanté par le souvenir d'abus sexuels subis pendant son enfance, et que ces souvenirs n'aident pas à trouver sereinement son identité sexuelle.
- I Am Afia raconte l'histoire d'Afia (Nandita Das), une femme célibataire qui décide de recourir à un don de sperme pour avoir un enfant seule.
- Dans I Am Megha, Megha (Juhi Chawla), originaire du Cachemire et Kashmiri Pandit (membre d'une secte de brahmanes hindous de cette région) a dû quitter sa région natale au moment de l'exode des Kashmiri Pandits[2]. Elle vit dans plusieurs camps de réfugiés, puis retrouve une vie stable à Delhi, mais elle finit par décider de retourner dans sa région natale pour y retrouver son amie musulmane, Rubina (Manisha Koirala), que la vie n'a pas épargnée non plus.
- I Am Omar raconte l'histoire d'un homme homosexuel, Omar (Rahul Bose), qui tombe amoureux d'un prostitué, Jay (Arjun Mathur). Mais Jay tente de faire chanter Omar avec l'aide d'un policier (Abhimanyu Singh) en menaçant de le faire tomber sous le coup de la section 377 du droit indien, qui interdit les « actes sexuels contre nature ».

| - Titre original : I Am - Réalisateur : Onir - Scénario : Urmi Juvekar, Merle Kröger, Onir - Dialogues : Urmi Juvekar, Ashwini Malik - Musique : Rajiiv Bhalla, Viveck Philip, Mithun Sharma, Amit Trivedi - Image : Arvind Kannabiran - Montage : Irene Dhar Malik - Distribution des rôles : Onir - Création des décors : Sriram Iyengar, Sujeet Sawant, Ambika Suri - Costumier du plateau : Vanita Chari - Photographie : Neelutpal Das, Thulasi Kakkat - Opérateur caméra : Vidushi Tiwari - Montage sonore : Faisal Majeed - Son : Arun Nambiar - Mixeur réenregistrement son : Eric Pillai - Pays d'origine : Inde / Japon - Producteurs : Onir, Sanjay Suri - Coproducteurs : Aniez, Juhi Chawla, Anita Dongre, Amena Khan - Producteurs exécutifs : Archana Balan, Faisal Burza, Ravneet Goraya, Mallika Jalan, Debangshu Mitter, Murali, Onir, Shyam Sunder, Sanjay Suri - Copropriétaires : Nilanjana Purkayasstha, Tanvir Rouf, Amitabh Shukla - Directeurs de production : Subhen Das, Mohan Joshi, Ramratan Prasad - Production : Anticlock Films - Distribution : Anticlock Films - Langues : anglais, hindi, bengali, kashmiri, kannada - Genre : Drame, aventure et romance - Durée : 95 minutes |

## Distribution
- Juhi Chawla : Megha
- Manisha Koirala : Rubina
- Nandita Das : Afia
- Rahul Bose : Jay
- Sanjay Suri : Abhimanyu
- Arjun Mathur : Omar

## Production

### Financement

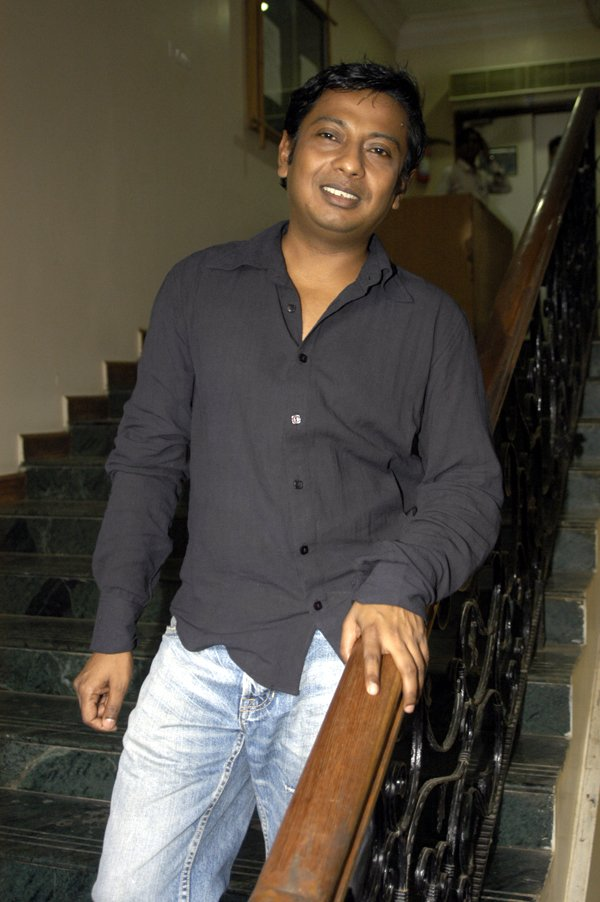
Onir, le réalisateur de I Am, en 2006.

Le projet d'Onir consistait à aborder des sujets difficiles à faire financer en Inde, comme l'homosexualité, le don de sperme ou les abus sexuels subis par les enfants : sur les propositions de l'acteur et coproducteur Sanay Suri, le film a donc été divisé en quatre courts métrages dont chacun a été financé indépendamment, et le financement a été lancé sur la base de donations, notamment par le biais des réseaux sociaux sur Internet. Les quatre courts métrages ont finalement été financés grâce aux donations de plus de quatre cents personnes à travers le monde. I Am est ainsi l'un des rarissimes films en Inde à avoir bénéficié d'un financement indépendant, l'écrasante majorité des films étant toujours financés ou appuyés par de grosses maisons de production. Le couturier Manish Malhotra s'est engagé en faveur du propos du film sur l'homosexualité en fournissant plusieurs costumes gratuitement. Plusieurs personnalités du cinéma, dont des collègues et amis d'Onir, ont contribué au film gratuitement ; l'actrice Juhi Chawla et l'acteur Purab Kohli ont contribué à son financement en plus d'y tenir un rôle.

### Scénario
Le court métrage I Am Afia devait au départ évoquer les détournements des fonds des ONG, mais Onir a finalement décidé d'en changer complètement le synopsis après s'être rendu compte que l'histoire ne se pliait pas bien au format du court métrage et ne formait pas un ensemble cohérent avec les autres.
L'histoire de I Am Abhimanyu, dont le personnage principal a subi des abus sexuels pendant son enfance, est en partie inspirée par les histoires réelles du concepteur de mode Ganesh Mallori et de Harish Iyer, qui ont évoqué le sujet avec Onir et accepté de l'aider à concevoir et à tourner le court métrage. Ils espèrent ainsi contribuer à faire mieux connaître un problème encore trop peu évoqué en Inde.
I Am Omar évoque la législation discriminatoire sur l'homosexualité en Inde qui rend les rapports homosexuels passibles de prison : Onir, l'unique réalisateur indien à avoir évoqué publiquement son homosexualité, tenait à aborder de nouveau le sujet dans I Am, après l'avoir déjà traité dans son premier film, My Brother Nikhil. L'histoire d'Omar s'inspire de la réalité des chantages subis par les hommes homosexuels de la part de la police : les policiers emploient parfois la section 377 du droit indien pour menacer les homosexuels et leur extorquer de l'argent.

### Tournage
Des volontaires ont été recrutés par le moyen des réseaux sociaux pour participer au tournage, qui a eu lieu dans quatre villes différentes. Pendant une séquence de tournage à Habba Kadal, dans la ville de Srinagar, l'équipe a reçu des menaces le dernier jour du tournage et un assistant réalisateur a été blessé par une pierre ; l'équipe s'est alors déplacée à Karan Nagar pour y finir le tournage. Par la suite, Onir et l'un des directeurs de production, Arvind, sont retournés à Habba Kadal et y ont réalisé les dernières prises de vue en prétendant être en train de tourner un documentaire afin de ne pas attirer l'attention.

### Langues et sous-titres
Dans les quatre courts métrages qui composent I Am, les personnages parlent non seulement hindi et anglais, mais aussi d'autres langues : le bengali dans I Am Afia, le kashmiri dans I Am Megha, et le kannada dans les autres ; au lieu de tourner toutes les séquences en hindi, Onir a pris le parti de conserver cette variété, de sorte que le film est sous-titré en anglais pour sa sortie en Inde.

## Réception
Le film est présenté dans de nombreux festivals, la première fois au I-View Film Festival à New York en septembre 2010. Il est présenté ensuite au Engendered Film Festival de New York, au Festival international du film de Vancouver et au Festival du film asiatique de Londres. La sortie en salles du film en Inde, d'abord prévue pour le 22 avril 2011, est reportée par les producteurs au 29 avril.

## Récompenses
En mai 2009, les scripts des courts métrages Abhimanyu et Omar sont nominés aux Global Award Nominations du groupe anglais Triangle Media Group dans la catégorie Meilleur film éducatif.
En décembre 2010, I Am reçoit le prix du public au Festival du film de Florence. Au Festival du film asiatique de Londres, début avril 2011, Onir reçoit le prix du Meilleur film et Juhi Chawla le prix de la Meilleure actrice,.
En mars 2012 I Am reçoit le National Film Award du meilleur film en hindi.